# Бад-Гроспертхольц
Бад-Гроспертхольц (нем. Bad Großpertholz) — ярмарочная коммуна (нем. Marktgemeinde) в Австрии, в федеральной земле Нижняя Австрия.
Входит в состав округа Гмюнд. Население составляет 1566 человек (на 31 декабря 2005 года). Занимает площадь 82,4 км². Официальный код — 30910.

## Политическая ситуация
Бургомистр коммуны — Манфред Артнер (АНП) по результатам выборов 2005 года.
Совет представителей коммуны (нем. Gemeinderat) состоит из 19 мест.
- АНП занимает 13 мест.
- СДПА занимает 6 мест.